# 高去奢
高去奢（？—？），字爾遜，號柱河，直隸寧晉（今河北）人，明末清初政治人物，同進士出身。

## 生平
天啓四年（1624年）甲子科順天府鄉試第一百四十六名舉人，崇禎十年（1637年）登丁丑科進士。吏部观政，本年八月授陜西涇陽知县，十三年升户部雲南司主事，丁憂，十六年起補礼部儀制司主事。明亡後降李自成，授職州牧。隨即降清，授湖廣道監察御史。順治二年（1645年）升任江北學政。

## 家族
曾祖高鑛，乡饮宾；祖高凌烟，赠大理寺丞；父高推，萬曆丁未进士，太常少卿，祀乡贤。